# Naszály, Komárom-Esztergom
Naszály  este un sat în districtul Tata, județul Komárom-Esztergom, Ungaria, având o populație de 2.391 de locuitori (2011). 

## Demografie
Componența etnică a satului Naszály
     Maghiari (97,87%)
     Necunoscut (0,55%)
     Alții (1,57%)
Componența confesională a satului Naszály
     Romano-catolici (31,37%)
     Reformați (25,76%)
     Fără religie (16,27%)
     Necunoscută (25,43%)
     Alte religii (2,26%)
Conform recensământului din 2011, satul Naszály avea 2.391 de locuitori. Din punct de vedere etnic, majoritatea locuitorilor (97,87%) erau maghiari. Apartenența etnică nu este cunoscută în cazul a 0,55% din locuitori. Nu există o religie majoritară, locuitorii fiind romano-catolici (31,37%), reformați (25,76%) și persoane fără religie (16,27%). Pentru 25,43% din locuitori nu este cunoscută apartenența confesională.